# جميل تلحوق
جميل حسين تلحوق (1884 - 23 يونيو 1957) طبيب وسياسي لبناني.  من مواليد عاليه، دخل الجامعة الأميركية في بيروت في عام 1900 ونال شهادة الطب في 1905 ثم سافر إلى لندن للتخصص بالأمراض الداخلية. التحق بالجيش العثماني في أوائل الحرب العالمية الأولى وعين طبيباً عسكرياً في معان في بلاد الحجاز، ثم انتقل إلى حلب وبعد انتهاء الحرب عاد إلى مسقط رأسه وانصرف إلى ممارسة الطب. انتخب رئيسا لبلدية في سنة 1922 حتى 1927 وأعيد انتخابه في 1952 إلى 1954. انتخب نائباً عدة دورات أولها سنة 1925 وسنة 1927 و 1943. واشتغل في السياسة عين وزيراً للتموين والزراعة في كانون الثاني 1945 في حكومة عبد الحميد كرامي ثم نائبا له. وفي في آب 1946 عين وزيراً للصحة العامة في حكومة سامي الصلح. 

## سيرته
ولد جميل بن حسين بن محمود بن إبراهيم بن إسماعيل تلحوق عام 1884 في عاليه وتلقى دروسه الابتدائية في مدرسة سوق الغرب ثم مدرسة الشويفات فنال الشهادة الثانوية 1899 ثم التحق بالكلية السورية الإنجيلية في بيروت ونال شهادة الطب سنة 1905 ثم ذهب إلى لندن للتخصص بالأمراض الداخلية. عاد إلى لبنان سنة 1907 فأنشأ عيادة وصيدلية، ومارس الطب سنوات، وفي أوائل الحرب العالمية الأولى سنة 1914 التحق بالجيش العثماني وعين طبيباً عسكرياً، في معان (الحجاز) ثم في حلب حيث أسند إليه أمر العناية الطبية بمهجَري الأرمن. أصيب بالتيفوس «ولولا بنيته القوية وممارسة الرياضية لأودي به.» ولما عاد إلى عاليه انصرف إلى ممارسة الطب الذي كان معظمه مجانباً بالإضافة إلى الدواء إذا عزّ على المريض شراؤه فانتخب رئيساً للبلدية عاليه سنة 1922 وبقي كذلك حتى سنة 1927 منصرفاً إلى الشؤون العامة في منطقة عالية، ثم انتخب مرّة أخرى رئيساً للبلدية سنة 1952 حتى 1954.

انتخب نائباً عدة مرات أولها سنة 1925 وآخرها 1943. كان عضواً في لجنة الطعون سنة 1925 ورئيساً للجنة المعارف والصحة سنة 1926 ومقرراً للجنة المالية سنة 1927، وعضواً في لجنة التحقيق في إنفاق قرش الفقير سنة 1945. واشتغل في السياسة فعين وزيراً للتموين والزراعة في وزارة عبد الحميد كرامي في 9 كانون الثاني إلى 22 آب 1945 فأعجب به الرئيس عبد الحميد فعينه نائباً لرئيس الوزراء، ثم عين وزيراً للصحة العامة في وزارة سامي الصلح في 22 آب 1945 إلى 22 أيار 1946.

## وفاته
توفي في عاليه في 23 حزيران 1957 فجرى له مأتم حافل تكلم فيه عدد من كبار الأدباء والشخصيات السياسية وكذلك في الحفلة التأبينية التي أقيمت له في فندق طانيوس في عاليه في آب من السنة نفسها. 

## حياته الشخصية
له ولدان هما عفيف وسامي (27 فبراير 1927 - 2 سبتمبر 2008). 